# Дуилио Сети
Дуилио Сети (на италиански: Duilio Setti) е бивш италиански футболен защитник. В Серия А записва участия с отборите на ФК Модена, АС Бари, Амброзиана-Интер и Лигурия.

## Отличия
- Шампион на Италия: 2

Интер: 1937-38, 1939-40
- Копа Италия: 1

Интер: 1938-39